# Wien-Film
Wien-Film GmbH(нім.) (Відень-Фільм) — австрійська кінокомпанія, яка була створена у 1938 році на базі кіностудії Tobis-Sascha-Filmindustrie AG та існувала до 1985 року. До 1945 року компанія перебувала в управлінні Імперської палати кінематографії та відповідала за майже все кіновиробництво на території Остмарк (нім. Ostmark), як тоді називалася Австрія.

## Історія
Аншлюс Австрії Третім Рейхом у 1938 році поклав кінець незалежному кіновиробництву країни. Німецько-австрійська студія Tobis-Sascha-Filmindustrie AG, яка мала бути проданою у 1937 році трастовій компанії Cautio Treuhandgesellschaft для забезпечення фінансування, була перетворена 16 грудня 1938 року в Wien-Film. Нова кінокомпанія була офіційно презентована з новим формулюванням її місії, підписаним Йозефом Геббельсом:
|  | У конкуренції з іншими видами мистецтва, кіно має надати таку форму, що задовольняє людські серця, змушує їх здригнутися і переносить через одкровення вічного у кращі світи. Оригінальний текст (нім.) Wetteifernd mit den übrigen Künsten soll der Film gestalten, was Menschenherzen erfüllt und erbeben läßt, und sie durch Offenbarung des Ewigen in bessere Welten entrückt. |

Таким чином було документально засвідчено майбутню пропагандистську функцію компанії. Євреям було заборонено працювати в австрійській кіноіндустрії з 1935 року, оскільки німецька Імперська палата кінематографії погрожувала забороною імпорту австрійських фільмів, якщо не буде дотримано німецьких правил.
Після свого створення Wien-Film спеціалізувалася, переважно на виробництві «Віденських фільмів» (нім. Wiener Film) — комбінації комедії, романтики і мелодрами в історичній обстановці, як правило, наприкінці XIX — початку XX століть. Від 1943-44 років Wien-Film випускала кольорові фільми, отримавши привілеї, які до цього були лише у компанії UFA. Крім того, Wien-Film створювала освітні стрічки (нім. Kulturfilme). Окрім виробництва художніх і освітніх фільмів кінокомпанія була зосереджена на управлінні кінотеатрами.
Після закінчення Другої світової війни, Wien-Film був конфіскована союзниками як «німецьке майно». Після розподілу Відня на п'ять зон окупації стало очевидно, що кіностудії в Зіверінзі і головні офіси потрапили під управління американської адміністрації, але студії в Розенгюґель опинилися в радянському секторі. В американському секторі планувалося ліквідувати кіностудії задля уникнення конкуренції з голлівудськими фільмами.
Наприкінці 1945 року колишній глава виробництва Wien-Film, Карл Гартль, був призначений керуючим директором компанії. У той час, як СРСР відповідно до положень Потсдамської угоди отримав весь колишній «німецький» бізнес як військові репарації, західні окупаційні держави — Велика Британія, Сполучені Штати і Франція — відмовилися у зв'язку з цим від своїх прав. Для повторно заснованої Wien-Film це означало, що вони могли продовжити роботу на студії в Зіверінзі і Шенбрунні, але довелося б списувати студії і майстерні в Розенгюґелі. Вони були включені в УСІА, радянський орган, відповідальний за управління австрійськими активами як військовими репараціями і управлявся відтоді, як Wien-Film Rosenhügel.
Після підписання у 1955 році Декларації про незалежність Австрії компанія перейшла в державну власність. Оскільки, як саме виробництво, так і оренда студії стали малоприбутковими, Wien-Film згорнули як державну компанію у 1985 році, залишивши лише невелику холдингову компанію задля збереження прав на більш ранні постановки.

## Персонал
Першими режисерами Wien-Film були генеральний директор Фріц Гірт, Пол Гач та віденський режисер Карл Гартль, який також до самого кінця залишався начальником виробництва. Виробництво освітніх фільмів знаходився під керівництвом д-ра Йозефа Лебзельтера з колишньої компанії Selenophon-Film. Загальний контроль над виробництвом фільмів — від початкової ідеї до виходу на екрани — здійснювався Імперським кінодраматургом (нім. Reichsfilmdramaturg), пізніше Імперським кіноінтендантом (нім. Reichsfilmintendant).
16 грудня 1938 року відбулися перші загальні збори кінокомпанії, на яких були призначені членів Наглядової ради, до якої увійшли:
- Фрідріх Мертен, головний виконавчий директор Film-Finanz, Берлін
- доктор Йозеф Йогам, член правління Creditanstalt, Відень
- Віллі Форст, режисер, Відень
- Карл Фройліх, режисер і президент Імперської палати кінематографії, Берлін
- доктор Карл Отт, заступник директора, Берлін
- Герман Бурмайстер, постійний секретар, Берлін
- Гайнріх Пост, директор банку, Берлін

Зірками Wien-Film до 1945 року були Вольф Альбах-Ретті, Ельфріда Датзіґ, Марте Гарелль, Ганс Голт, Оллі Гольцманн, Аттіла Гербігер, Пауль Гьорбіґер, Вінні Маркус, Ганс Мозер, Рудольф Прак, Джейн Тілден і Паула Весселі.
Найпродуктивнішими режисерами Wien-Film були Густав Учицкі, досвідчений постановник пропагандистської нацистської продукції, та Е. В. Емо, які створили 1/3 з 60-ти поставлених художніх фільмів. Наступними за продуктивністю були Віллі Форст, який був режисером найкращих творів цього періоду, Геза фон Больварі та Ганс Тіміг.
Найчастіше задіяними операторами були Гюнтер Андерс, Георг Брукбауер, Ганс Шнеєбергер і Ярослав Тузар. Композиторами, які переважно писали музику до фільмів Wien-Film, були Антон Профес і Віллі Шмідт-Гентнер. Еріх фон Нойссер і Фріц Подель виступали продюсерами.

## Студії
У кінокомпанії було лише два великих об'єкти в Австрії, колишня студія Sascha-Film у віденському передмісті Зіверінг (район Деблінг) та колишня студія Vita-Film-Ateliers в Розенгюґелі (нім. Rosenhügel Studios). Крім того, були також невеликі майстерні, що раніше належали кінокомпанії Wiener Kunstfilm на фермерському ринку в центрі міста, а також невелика студія в Шенбрунні.
Протягом трьох років (1939—1941) поряд з Rosenhügel Studios було побудовано комплекс звукової синхронізації з великою і малою залами, кімнату нарізки та офіси.

## Кінопродукція
У 1939—1945 роках, було створено п'ятдесят фільмів. Існувала також низка делегованих виробництв, які проводилися під назвами Forst-Film, Emo-Film та Styria-Film.
- «Безсмертний вальс» / Unsterblicher Walzer (1939, Е. В. Емо)
- «Материнська любов» / Mutterliebe (1939, Густав Учицкі)
- «Дівчина в птоці» / Frau im Strom (1939, Герхард Лампрехт)
- «Поштмейстер» / Der Postmeister (1940, Густав Учицкі)
- «Судний день» / Das jüngste Gericht (1939, Франц Зейтц)
- «Тому, що ти мені подобаєшся» / So gefällst Du mir (1940-41, Ганс Тіміг, Рудольф Шаад)
- «Оперета» / Operetta (1940, Віллі Форст)
- «Моя донька живе у Відні» / Meine Tochter lebt in Wien (1940, Е. В. Емо)
- «На все життя» / Ein Leben lang (1940, Густав Учицкі)
- «Любий Августин» / Der liebe Augustin (1940, Е. В. Емо)
- «Ми запрошуємо до танцю» / Wir bitten zum Tanz (1941, Губерт Марішка)
- «Відень 1910» / Wien 1910 (1941-42, Е. В. Емо)
- «Доля» / Schicksal (1941-42, Ґеза фон Больварі)
- «Повернення додому» / Heimkehr (1941, Густав Учицкі)
- «Потрійне весілля» / Dreimal Hochzeit (1941, Ґеза фон Больварі)
- «Братські чвари» / Brüderlein fein (1941-42, Ганс Тіміг)
- «Дві щасливі людини» / Zwei glückliche Menschen (1942, Е. В. Емо)
- «Кого люблять боги». Моцарт / Wen die Götter lieben. Mozart (1942, Карл Гартль)
- «Пізнє кохання» / Späte Liebe (1942-43, Густав Учицкі)
- «Кохання влітку» / Sommerliebe (1942, Еріх Енгель)
- «Секрет графині» / Die heimliche Gräfin (1942, Ґеза фон Больварі)
- «Канікулярне дитя» / Das Ferienkind (1942-43, Карл Ганс Лейтер)
- «Аграм, столиця Хорватії» / Agram, die Hauptstadt Kroatiens (1943, Октавіан Мілетіч)
- «Чорне на білому» / Schwarz auf Weiß (1943, Е. В. Емо)
- «Віденський квартет» / Schrammeln (1943-44, Ґеза фон Больварі)
- «Романтичний Братфарт» / Romantische Brautfahrt (1943, Леопольд Гайніш)
- «Подорожні знайомства» / Reisebekanntschaft (1943, Е. В. Емо)
- «Удача з жінками» / Glück bei Frauen (1943-44, Петер Пауль Брауер)
- «Друзі» / Freunde (1943-44, Е. В. Емо)
- «Розумна Маріанна» / Die kluge Marianne (1943, Ганс Тіміг)
- «Біла мрія» / Der weiße Traum (1943, Геза фон Шіффра)
- «На краю світу» / Am Ende der Welt (1943-44, Густав Учицкі)
- «Віденські дівчата» / Wiener Mädeln  (1944-45, вихід 1949, Віллі Форст)
- «Як злодій в ночі» / Wie ein Dieb in der Nacht (1944-45, Ганс Тіміг)
- «Манівцями до тебе» / Umwege zu Dir (1944-45, Ганс Тіміг)
- «Уллі і Марей» / Ulli und Marei (1944-45, вихід 1948, Леопольд Гайніш)
- «Любов для нотаток» / Liebe nach Noten (1944-45, Геза фон Шіффра)
- «Чоловік годиться для дому» / Ein Mann gehört ins Haus (1944-45, Губерт Марішка)
- «Золоті кайдани» / Die goldene Fessel (1944, Ганс Тіміг)
- «Владна репутація» / Der gebieterische Ruf (1944, Густав Учицкі)
- «Серце має мовчати» / Das Herz muß schweigen (1944, Густав Учицкі)
- «Сезон у Зальцбурзі» / Saison in Salzburg (1952, Ернст Марішка)
- «1 квітня 2000» / 1. April 2000 (1952, Вольфганг Лібенайнер)
- «Пан Пунтіла і його слуга Матті» / Herr Puntila und sein Knecht Matti (1960, Альберто Кавальканті)